# Katja Weitzel
Katja Weitzel (* 1973 in Mainz) ist eine deutsche Politikerin (SPD). Sie ist seit 2023 Mitglied des Bayerischen Landtags.

## Leben
Katja Weitzel machte 1992 ihr Abitur am Gustav-Heinemann-Gymnasium in Rüsselsheim. Sie studierte Rechtswissenschaften an der Johannes-Gutenberg-Universität Mainz sowie Betriebswirtschaft an der SRH Fernhochschule. Seit 2005 ist sie selbständige Rechtsanwältin.

## Politik
1998 wurde Weitzel Mitglied der SPD. 2002 bis 2014 war sie Mitglied des Bezirksausschusses Laim in München., 2006 bis 2014 stand sie als Ortsvereinsvorsitzende dieser Untergliederung ihrer Partei vor, 2009 bis 2015 war sie Vorsitzende des Mieterbeirates. 2012 wurde sie Landesvorsitzende der „Arbeitsgemeinschaft sozialdemokratischer Jurist:innen“, Bayern. 2013 wurde sie in den Bezirkstag des Bezirks Oberbayern gewählt. Seit 2012 ist sie 2014 stellvertretende Bundesvorsitzende der „Arbeitsgemeinschaft sozialdemokratischer Jurist:innen“. Von 2013 bis 2018 war Weitzel nichtberufsrichterliches Mitglied des Bayerischen Verfassungsgerichtshofs. Bei der Landtagswahl in Bayern 2023 wurde sie in den Bayerischen Landtag gewählt.